# Labicymbium cordiforme
Labicymbium cordiforme là một loài nhện trong họ Linyphiidae. Loài này được phát hiện ở Colombia.